# Itaim Paulista
Itaim Paulista est le dernier district de la zone est 2 de la municipalité de São Paulo, dans l'État de São Paulo, au Brésil . C'est le plus grand district de la zone Est et est un district peuplé, bordant trois municipalités du Grand São Paulo : Itaquaquecetuba par Avenida Marechal Tito ou Rua Benigno Nogueira Franco ou Rua Jabutitinga ; Ferraz de Vasconcelos le long de Rua Tibúrcio de Sousa ou Avenida Itajuíbe et ; Poá par un pont sur l'Av. Kemel Addas qui passe au-dessus du ruisseau Três Pontes. Sa population est mixte, mais la concentration de migrants et de descendants du nord-est est notable. Il y a aussi la diversité en matière religieuse. En termes d'infrastructures, on peut également citer la gare d'Itaim Paulista et la gare de Jardim Romano sur la ligne 12 de la CPTM, qui appartiennent au district et un grand nombre de lignes de bus, de SPTrans (municipal) et EMTU (intermunicipal).
Le district compte plusieurs garderies et écoles, une grande variété de magasins, des succursales bancaires, des commerces de détail, de gros, des centres commerciaux, des supermarchés, des hôpitaux et des centres de santé. Parmi ces installations, le Shopping Itaim Paulista avec des salles de cinéma et l'Hôpital général d'Itaim Paulista sont ceux qui se démarquent le plus.

## Histoire

### Début de la colonisation
Le territoire qui est aujourd'hui le district d'Itaim Paulista a commencé à être exploré par les Portugais au début du XVIIe siècle, avec la donation de sesmarias aux Portugais. Les événements qui ont marqué le processus de colonisation ont commencé à partir de l'un de ces lotissements. On raconte qu'entre 1610 et 1611, le bandeirante Domingos de Góes devint un "sesmeiro" des terres de la région du "boi sede", qui sont situées près de la rivière Tietê. Pour que Domingos de Góes reçoive les sesmarias, il a prétendu être un ancien résident de la « villa de São Paulo », avoir plus de trente ans, marié depuis douze ans, avoir beaucoup d'enfants et ne pas avoir de terre où il pourrait produire Sa nourriture. Dans la même pétition, il a justifié la demande susmentionnée en appartenant à une famille qui avait fourni des services au village de São Paulo et qui, par conséquent, méritait les terres. Il n'y a aucune trace que ces terres ont été utilisées par Domingos de Góes, et selon les règles d'octroi des sesmarias, si les terres n'étaient pas utilisées dans les deux ans, elles seraient restituées, c'est la version la plus acceptée de ce qui s'est passé. De cette façon, les terres ont été transférées sous le contrôle des prêtres carmélites en 1621, et pendant cette période une chapelle appelée Nossa Senhora da Biacica a été construite (ce nom vient du Tupi imbeicica, "vigne résistante", facile à trouver sur la rivière Tietê), une chapelle qui est considérée comme un repère de la colonisation locale d'origine européenne.
Si l'on considère la construction de la chapelle, Itaim Paulista aurait 319 ans. Si l'on considère la date probable d'arrivée dans la région des pionniers et des prêtres, Itaim Paulista aurait 390 ans. Officiellement, l'anniversaire du district a été considéré à partir du moment où Itaim Paulista a été émancipé du district de São Miguel Paulista, ce qui s'est produit en 1980, mais une autre date de fondation d'Itaim Paulista a été envisagée et aujourd'hui le 21 juin 1621 est considéré, lorsque les terres de Lopo Dias ont été données aux prêtres carmélites, comme la fondation d'Itaim Paulista.

### Croissance d'Itaim Paulista
Le district a eu des difficultés de croissance en raison du fait qu'il est situé à proximité de grands villages, tels que São Miguel Paulista et Lajeado, actuellement Guaianases. Dans les premiers siècles de la colonisation d'origine européenne, Itaim Paulista était un mélange de fermes, fermes et ranchs. Découragé par le problème du manque de structure et étouffé par la progression des voisins, Itaim Paulista n'a commencé à recevoir des habitants qu'à la fin du XVIIIe siècle. Avec l'arrivée du chemin de fer Estrada do Norte (anciennement Central do Brasil) au XIXe siècle, Itaim Paulista a commencé à connaître son cycle de développement. Au début, cette croissance était lente, des maisons apparaissaient le long des bords des voies.
Dans la partie supérieure du quartier, près de la Rua Tibúrcio de Souza, aujourd'hui l'un des points d'accès les plus importants à la commune voisine de Ferraz de Vasconcelos, un grand développement a eu lieu. Autour du XIXe siècle, de nombreuses familles d'origine allemande et principalement de l'ex-Yougoslavie acquièrent des fermes dans cette partie haute du quartier, et se consacrent presque exclusivement à l'agriculture et à l'élevage laitier. De nombreux descendants de ces familles se trouvent encore dans cette partie supérieure du quartier, maintenant connue sous le nom de Vila Melo et "Caixa d'água".
Dans les années 1930 et 1940, la production de briques et de tuiles par les potiers était l'activité la plus rentable de la région.
Dans les années 1950, Itaim Paulista a subi des transformations majeures, à commencer par l'occupation rapide de l'espace territorial.
En 1957, la paroisse São João Batista do Itaim a été installée, ce qui a contribué à accélérer sa croissance.

### Émancipation d'Itaim Paulista et ses causes
Dans les années 1970, la mairie doit décentraliser son administration. En conséquence, des administrations régionales ont été créées. L'administration régionale de São Miguel Paulista était également responsable d'Itaim Paulista, mais la priorité était le quartier de São Miguel Paulista et les régions proches du centre commercial. Dans la répartition du budget des administrations régionales par la préfecture, le montant de la population de la région a été pris en compte. Comme le quartier d'Itaim Paulista gonflait la population de l'administration régionale de São Miguel Paulista, le budget était toujours le troisième de toute la ville. Les investissements étaient toujours dans le quartier voisin, Itaim Paulista n'était considéré que comme un nombre favorable pour ce quartier.
Le 19 mai 1980, Itaim Paulista a été émancipé et les fonds de la ville ont commencé à arriver directement à Itaim Paulista, au profit de la population locale.

### Paroisse Saint-Jean-Baptiste

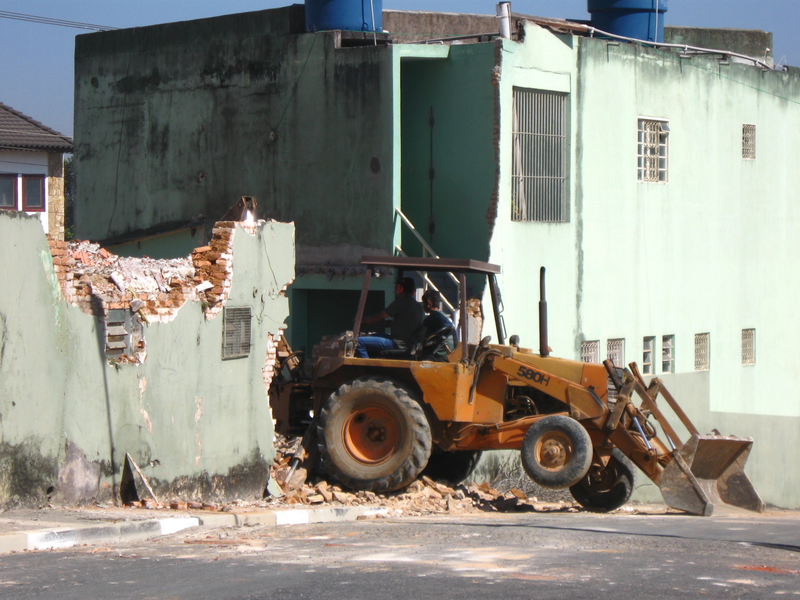
Travaux de démolition de la paroisse São João Batista, commencés en juillet 2011

Le 17 juin 1951, la première chapelle d'Itaim Paulista est construite. Le terrain pour sa construction a été donné par Cia. Bandeirantes S/A en 1950 passant l'acte à la Curie de São Paulo et est situé à Rua José Cardoso Pimentel.
À l'époque, l'ancienne route Rio-São Paulo passait à côté du terrain et l'eau utilisée pour la construction de l'ancienne chapelle était prélevée du ruisseau Itaim dans des charrettes à l'intérieur de fûts d'une capacité de 200 litres. Plus tard, le 30 mai 1953, l'ancienne chapelle est démolie pour construire une nouvelle paroisse sur le site. La construction a été achevée le 15 décembre 1957.
En juillet 2011, la chapelle a entamé un nouveau processus de rénovation, après avoir été à nouveau démolie pour faire place à une nouvelle église plus grande.

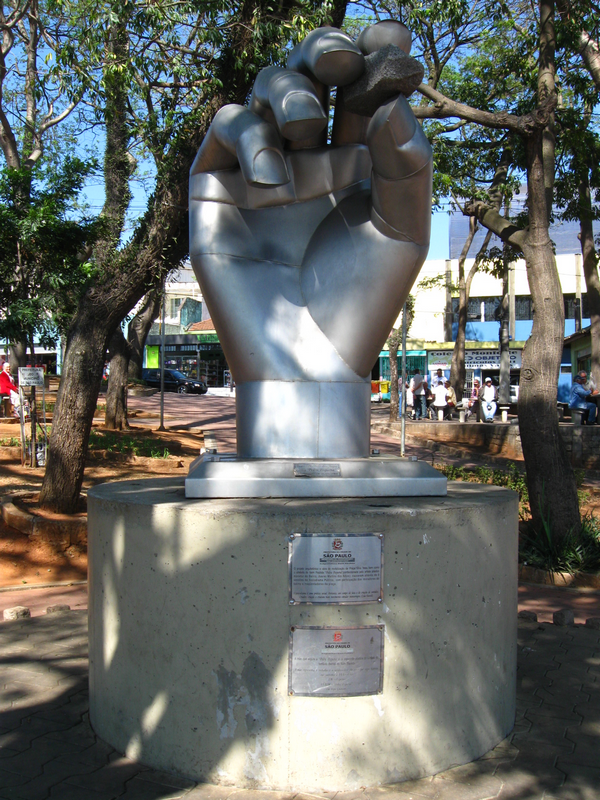
Monument "Pedra Pequena" ("Pierre Petite", Itaim, en langue Tupi). Un hommage au quartier situé sur la Praça Silva Teles. Il est de l'artiste Juarez Martins dos Anjos. Les pièces en acier ont été exécutées dans l'ancienne Texima S.A.

### Avenue Marechal Tito

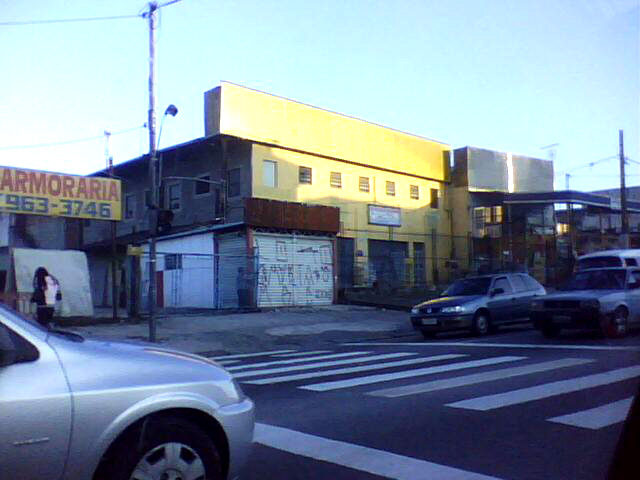
Section de l'avenue Marechal Tito, près de la frontière entre São Paulo et Itaquaquecetuba

Avec l'arrivée de l'Estrada de Ferro Central do Brasil, les liaisons entre São Paulo et Rio de Janeiro ont été facilitées, mais la liaison routière était encore très difficile. En 1908, l'automobiliste français comte Lesdain met 36 jours pour effectuer le trajet en voiture entre les deux villes. Le maire Washington Luís (1914-1919) a privilégié le réseau routier urbain, valorisant les tracés anciens de la période coloniale puisque le président de l'État de São Paulo (1920-1924) et le président de la République (1926-1930) ont adopté la devise « gouverner, c'est ouvrir des routes ».
Washington Luís a récupéré une ancienne route coloniale pour ouvrir la route São Paulo-Rio en 1922, qui passait par São Miguel Paulista, Itaim Paulista, Mogi das Cruzes, atteignant Jacareí. En 1928, la route est inaugurée dans son intégralité. Le trajet pouvait se faire en 10 heures. Dans le quartier d'Itaim Paulista, la route a servi de moyen de transport complémentaire au chemin de fer, contribuant au développement du quartier. Au fil des ans, l'ancienne route prend les caractéristiques d'une avenue et s'intègre au tissu urbain de la ville. Avec l'inauguration de l'autoroute Presidente Dutra (BR-116) en 1951, la route São Paulo-Rio a cessé d'être le lien principal entre São Paulo et Rio de Janeiro.
L'avenue Maréchal Tito est l'artère principale du quartier d'Itaim Paulista, dans cette avenue le développement a été plus expressif et dans ses intermédiaires c'est ce que le quartier a de plus important et significatif. Le pavage était composé de pavés. Avec l'émancipation d'Itaim Paulista, la route a pris son nom actuel en l'honneur du président de l'ancienne Yougoslavie décédé en 1980, des années plus tard, cette route a été pavée.

## Gare d'Itaim Paulista
La variante de Poá (ou variante de Calmon Vianna) a commencé la construction en 1921 pour faciliter le voyage des trains de marchandises en raison de ses quelques courbes par rapport à la branche de São Paulo, et la construction de la gare d'Itaim Paulista a été achevée et le bâtiment a ouvert ses portes le 7 février. 1926, mais la ligne n'est ouverte que le 1er janvier 1934 après 8 ans d'interruption des travaux. La gare reçoit le 1er mars 1962 le dernier train à vapeur de la ligne, elle relie la gare Roosevelt à la gare d'Itaim Paulista. À partir de 1994, il a commencé à être exploité par la CPTM.
En 2006, le bâtiment le plus récent (construit en 1979) a été démoli pour la construction d'une nouvelle gare conformément au projet de modernisation de la ligne 12 de la CPTM. La nouvelle gare a été livrée le 28 mai 2008.

## Toponyme
« Itaim » est un nom d'origine Tupi : il signifie « petite pierre », « caillou », par la jonction de itá (pierre) et im (diminutif).

## Hydrographie

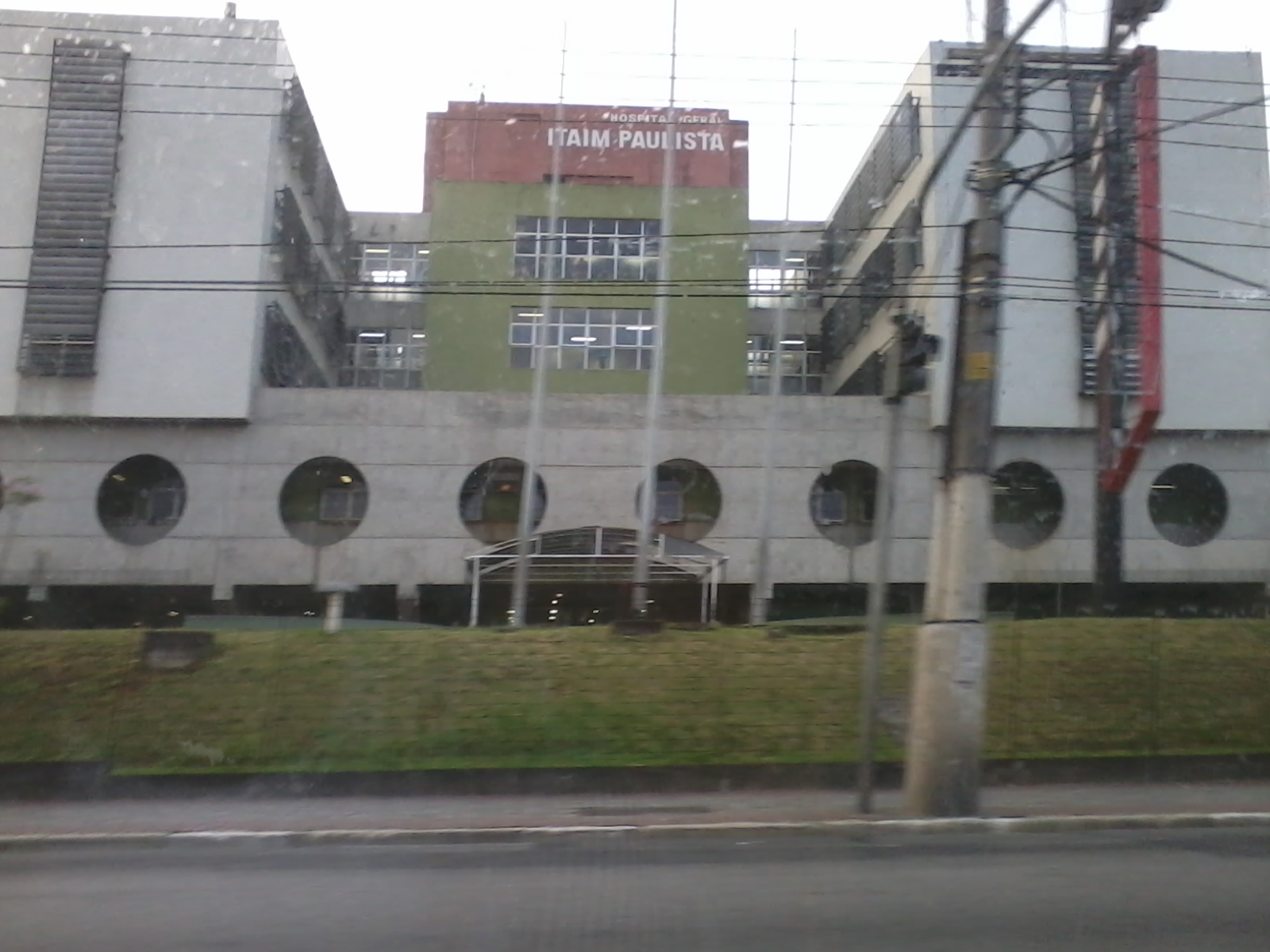
Hôpital général d'Itaim Paulista

La Région est traversée par trois ruisseaux dans une direction sud-nord qui se jettent dans la rivière Tietê. Ce sont : Itaim, Tijuco Preto et Três Pontes (frontière avec Itaquaquecetuba et Poá). Itaim Paulista possède encore la partie orientale de Ribeirão Lageado (la partie ouest appartenant au district de Vila Curuçá). Autrefois sources de revenus pour les habitants de la région, elles sont aujourd'hui polluées comme la rivière où elles coulent.

## Principales voies
- Avenue Marechal Tito
- Avenue Kemel Addas
- Viaduc Carlito Maia
- Estrada Dom João Nery
- Rua Dr José Pereira Gomes
- Avenue Itajuíbe
- Avenida Barão de Alagoas
- Avenue Itaim
- Rua Tiburcio de Souza
- Avenida Ipê Roxo
- Rua Aricanga
- Avenue Nordestina
- Avenida João Batista Santiago
- Viaduto da China
- Rua Cembira
- Avenida Bandeira dos Cataguases
- Avenida dos Ipês